# ادموند دبلیو بارکر
ادموند دبلیو بارکر (انگلیسی: Edmund W. Barker; ۱ دسامبر ۱۹۲۰ – ۱۲ آوریل ۲۰۰۱) سیاست‌مدار اهل مالزی بود.